# Tour Colombia 2019
Tour Colombia 2019 var den 2. udgave af det colombianske landevejscykelløb. Løbet foregik i perioden 12. til 17. februar 2019. Løbet var en del af UCI America Tour 2019 og var i kategorien 2.1. Den samlede vinder blev colombianske Miguel Ángel López fra Astana Pro Team.

## Hold
| UCI WorldTeams (6)- Astana - Deceuninck-Quick Step - EF Education First - Movistar Team - Sky - UAE Team Emirates UCI Professionelle kontinentalthold (7)- Androni Giocattoli-Sidermec - Bardiani CSF - Hagens Berman Axeon - Israel Cycling Academy - Manzana Postobón - Neri Sottoli-Selle Italia-KTM - Nippo Vini Fantini Faizanè UCI Kontinentalhold (12)- Aevolo - BetPlay Cycling Team - Coldeportes Bicicletas Strongman - Coldeportes Zenú - Deprisa Team - Efapel - EPM-Scott - GW Shimano Chaoyang Kixx Envía PX Lazer - IAM Excelsior - Medellín - Orgullo Paisa - Team Illuminate Landshold (3)- Colombia - Ecuador - Italien |
| |

## Etaperne
| Etape    | Dato     | Start – Mål                           | type              | Afstand (km) | Etapevinder        | Førende rytter     |
| -------- | -------- | ------------------------------------- | ----------------- | ------------ | ------------------ | ------------------ |
| 1. etape | 12. feb. | Medellín – Medellín                   | holdtidskørsel    | 14           | EF Education First | Rigoberto Urán     |
| 2. etape | 13. feb. | La Ceja del Tambo – La Ceja del Tambo | flad etape        | 150,5        | Álvaro Hodeg       | Álvaro Hodeg       |
| 3. etape | 14. feb. | Rionegro – Rionegro                   | kuperet etape     | 167,6        | Sebastián Molano   | Rigoberto Urán     |
| 4. etape | 15. feb. | Medellín – Medellín                   | flad etape        | 144          | Bob Jungels        | Bob Jungels        |
| 5. etape | 16. feb. | La Unión – La Unión                   | middel bjergetape | 176,8        | Julian Alaphilippe | Julian Alaphilippe |
| 6. etape | 17. feb. | Retiro – Alto de Las Palmas           | middel bjergetape | 173,5        | Nairo Quintana     | Miguel Ángel López |

### 1. etape
| \| Etaperesultat \| Etaperesultat \| Etaperesultat \| Etaperesultat \| Etaperesultat \| Etaperesultat \| \| Hold \| Hold \| Tid \| Tidsforskel \| Gns. fart \| \| \| ------------- \| -------------------------------- \| ------------- \| ------------- \| ------------- \| ------------- \| \| 1. \| EF Education First \| 15' 05" \| 0" \| 55.691 km/t \| \| \| 2. \| Deceuninck-Quick Step \| 15' 13" \| + 8" \| 55.203 km/t \| \| \| 3. \| Sky \| 15' 15" \| + 10" \| 55.082 km/t \| \| \| 4. \| Astana \| 15' 27" \| + 22" \| 54.369 km/t \| \| \| 5. \| UAE Team Emirates \| 15' 40" \| + 35" \| 53.617 km/t \| \| \| 6. \| Medellín \| 15' 45" \| + 40" \| 53.333 km/t \| \| \| 7. \| Movistar Team \| 15' 49" \| + 44" \| 53.109 km/t \| \| \| 8. \| EPM-Scott \| 15' 57" \| + 52" \| 52.665 km/t \| \| \| 9. \| Coldeportes Bicicletas Strongman \| 15' 58" \| + 53" \| 52.610 km/t \| \| \| 10. \| Manzana Postobón \| 15' 59" \| + 54" \| 52.555 km/t \| \| |                                  |         |             |             |
| |                                  |         |             |             |
| Kilde: ProCyclingStats |                                  |         |             |             |
| Etaperesultat |                                  |         |             |             |
| Hold | Hold                             | Tid     | Tidsforskel | Gns. fart   |
| 1. | EF Education First               | 15' 05" | 0"          | 55.691 km/t |
| 2. | Deceuninck-Quick Step            | 15' 13" | + 8"        | 55.203 km/t |
| 3. | Sky                              | 15' 15" | + 10"       | 55.082 km/t |
| 4. | Astana                           | 15' 27" | + 22"       | 54.369 km/t |
| 5. | UAE Team Emirates                | 15' 40" | + 35"       | 53.617 km/t |
| 6. | Medellín                         | 15' 45" | + 40"       | 53.333 km/t |
| 7. | Movistar Team                    | 15' 49" | + 44"       | 53.109 km/t |
| 8. | EPM-Scott                        | 15' 57" | + 52"       | 52.665 km/t |
| 9. | Coldeportes Bicicletas Strongman | 15' 58" | + 53"       | 52.610 km/t |
| 10. | Manzana Postobón                 | 15' 59" | + 54"       | 52.555 km/t |

| \| Samlede stilling \| Samlede stilling \| Samlede stilling \| Samlede stilling \| Samlede stilling \| \| Rytter \| Rytter \| Hold \| Tid \| \| \| ---------------- \| ------------------- \| --------------------- \| ---------------- \| ---------------- \| \| 1. \| Rigoberto Urán \| EF Education First \| 15' 05" \| \| \| 2. \| Daniel Martínez \| EF Education First \| + 0" \| \| \| 3. \| Lawson Craddock \| EF Education First \| + 0" \| \| \| 4. \| Taylor Phinney \| EF Education First \| + 0" \| \| \| 5. \| Bob Jungels \| Deceuninck-Quick Step \| + 8" \| \| \| 6. \| Julian Alaphilippe \| Deceuninck-Quick Step \| + 8" \| \| \| 7. \| Maximiliano Richeze \| Deceuninck-Quick Step \| + 8" \| \| \| 8. \| Álvaro Hodeg[1] \| Deceuninck-Quick Step \| + 8" \| \| \| 9. \| Jhonatan Narváez \| Team Sky \| + 10" \| \| \| 10. \| Iván Sosa \| Team Sky \| + 10" \| \| |                     |                       |         |
| |                     |                       |         |
| Kilde: ProCyclingStats |                     |                       |         |
| Samlede stilling |                     |                       |         |
| Rytter | Rytter              | Hold                  | Tid     |
| 1. | Rigoberto Urán      | EF Education First    | 15' 05" |
| 2. | Daniel Martínez     | EF Education First    | + 0"    |
| 3. | Lawson Craddock     | EF Education First    | + 0"    |
| 4. | Taylor Phinney      | EF Education First    | + 0"    |
| 5. | Bob Jungels         | Deceuninck-Quick Step | + 8"    |
| 6. | Julian Alaphilippe  | Deceuninck-Quick Step | + 8"    |
| 7. | Maximiliano Richeze | Deceuninck-Quick Step | + 8"    |
| 8. | Álvaro Hodeg        | Deceuninck-Quick Step | + 8"    |
| 9. | Jhonatan Narváez    | Team Sky              | + 10"   |
| 10. | Iván Sosa           | Team Sky              | + 10"   |

### 2. etape
| \| Etaperesultat \| Etaperesultat \| Etaperesultat \| Etaperesultat \| Etaperesultat \| \| Rytter \| Rytter \| Hold \| Tid \| \| \| ------------- \| ------------------- \| ----------------------------- \| ------------- \| ------------- \| \| 1. \| Álvaro Hodeg \| Deceuninck-Quick Step \| 3t 21' 40" \| \| \| 2. \| Martin Laas \| Illuminate \| + 0" \| \| \| 3. \| Sebastián Molano \| UAE Team Emirates \| + 0" \| \| \| 4. \| Mihkel Räim \| Israel Cycling Academy \| + 0" \| \| \| 5. \| Maximiliano Richeze \| Deceuninck-Quick Step \| + 0" \| \| \| 6. \| Luca Pacioni \| Neri Sottoli-Selle Italia-KTM \| + 0" \| \| \| 7. \| Imerio Cima \| Nippo-Vini Fantini-Faizanè \| + 0" \| \| \| 8. \| Paolo Simion \| Bardiani CSF \| + 0" \| \| \| 9. \| Egan Bernal \| Team Sky \| + 0" \| \| \| 10. \| Jhonatan Narváez \| Team Sky \| + 0" \| \| |                     |                               |            |
| |                     |                               |            |
| Kilde: ProCyclingStats |                     |                               |            |
| Etaperesultat |                     |                               |            |
| Rytter | Rytter              | Hold                          | Tid        |
| 1. | Álvaro Hodeg        | Deceuninck-Quick Step         | 3t 21' 40" |
| 2. | Martin Laas         | Illuminate                    | + 0"       |
| 3. | Sebastián Molano    | UAE Team Emirates             | + 0"       |
| 4. | Mihkel Räim         | Israel Cycling Academy        | + 0"       |
| 5. | Maximiliano Richeze | Deceuninck-Quick Step         | + 0"       |
| 6. | Luca Pacioni        | Neri Sottoli-Selle Italia-KTM | + 0"       |
| 7. | Imerio Cima         | Nippo-Vini Fantini-Faizanè    | + 0"       |
| 8. | Paolo Simion        | Bardiani CSF                  | + 0"       |
| 9. | Egan Bernal         | Team Sky                      | + 0"       |
| 10. | Jhonatan Narváez    | Team Sky                      | + 0"       |

| \| Samlede stilling \| Samlede stilling \| Samlede stilling \| Samlede stilling \| Samlede stilling \| \| Rytter \| Rytter \| Hold \| Tid \| \| \| ---------------- \| ------------------- \| --------------------- \| ---------------- \| ---------------- \| \| 1. \| Álvaro Hodeg \| Deceuninck-Quick Step \| 3t 36' 43" \| \| \| 2. \| Rigoberto Urán \| EF Education First \| + 2" \| \| \| 3. \| Daniel Martínez \| EF Education First \| + 2" \| \| \| 4. \| Lawson Craddock \| EF Education First \| + 2" \| \| \| 5. \| Maximiliano Richeze \| Deceuninck-Quick Step \| + 10" \| \| \| 6. \| Julian Alaphilippe \| Deceuninck-Quick Step \| + 10" \| \| \| 7. \| Bob Jungels \| Deceuninck-Quick Step \| + 10" \| \| \| 8. \| Jhonatan Narváez \| Team Sky \| + 12" \| \| \| 9. \| Egan Bernal \| Team Sky \| + 12" \| \| \| 10. \| Iván Sosa \| Team Sky \| + 12" \| \| |                     |                       |            |
| |                     |                       |            |
| Kilde: ProCyclingStats |                     |                       |            |
| Samlede stilling |                     |                       |            |
| Rytter | Rytter              | Hold                  | Tid        |
| 1. | Álvaro Hodeg        | Deceuninck-Quick Step | 3t 36' 43" |
| 2. | Rigoberto Urán      | EF Education First    | + 2"       |
| 3. | Daniel Martínez     | EF Education First    | + 2"       |
| 4. | Lawson Craddock     | EF Education First    | + 2"       |
| 5. | Maximiliano Richeze | Deceuninck-Quick Step | + 10"      |
| 6. | Julian Alaphilippe  | Deceuninck-Quick Step | + 10"      |
| 7. | Bob Jungels         | Deceuninck-Quick Step | + 10"      |
| 8. | Jhonatan Narváez    | Team Sky              | + 12"      |
| 9. | Egan Bernal         | Team Sky              | + 12"      |
| 10. | Iván Sosa           | Team Sky              | + 12"      |

### 3. etape
| \| Etaperesultat \| Etaperesultat \| Etaperesultat \| Etaperesultat \| Etaperesultat \| \| Rytter \| Rytter \| Hold \| Tid \| \| \| ------------- \| ------------------- \| --------------------------- \| ------------- \| ------------- \| \| 1. \| Sebastián Molano \| UAE Team Emirates \| 3t 42' 52" \| \| \| 2. \| Julian Alaphilippe \| Deceuninck-Quick Step \| + 0" \| \| \| 3. \| Diego Ochoa \| Manzana Postobón \| + 0" \| \| \| 4. \| Miguel Ángel López \| Astana \| + 0" \| \| \| 5. \| Egan Bernal \| Team Sky \| + 0" \| \| \| 6. \| Edwin Ávila \| Israel Cycling Academy \| + 0" \| \| \| 7. \| Miguel Flórez López \| Androni Giocattoli-Sidermec \| + 0" \| \| \| 8. \| Juan Arango \| Colombia \| + 0" \| \| \| 9. \| Richard Carapaz \| Movistar Team \| + 0" \| \| \| 10. \| Edison Muñoz \| Orgullo Paisa \| + 0" \| \| |                     |                             |            |
| |                     |                             |            |
| Kilde: ProCyclingStats |                     |                             |            |
| Etaperesultat |                     |                             |            |
| Rytter | Rytter              | Hold                        | Tid        |
| 1. | Sebastián Molano    | UAE Team Emirates           | 3t 42' 52" |
| 2. | Julian Alaphilippe  | Deceuninck-Quick Step       | + 0"       |
| 3. | Diego Ochoa         | Manzana Postobón            | + 0"       |
| 4. | Miguel Ángel López  | Astana                      | + 0"       |
| 5. | Egan Bernal         | Team Sky                    | + 0"       |
| 6. | Edwin Ávila         | Israel Cycling Academy      | + 0"       |
| 7. | Miguel Flórez López | Androni Giocattoli-Sidermec | + 0"       |
| 8. | Juan Arango         | Colombia                    | + 0"       |
| 9. | Richard Carapaz     | Movistar Team               | + 0"       |
| 10. | Edison Muñoz        | Orgullo Paisa               | + 0"       |

| \| Samlede stilling \| Samlede stilling \| Samlede stilling \| Samlede stilling \| Samlede stilling \| \| Rytter \| Rytter \| Hold \| Tid \| \| \| ---------------- \| ------------------ \| --------------------- \| ---------------- \| ---------------- \| \| 1. \| Rigoberto Urán \| EF Education First \| 7t 19' 37" \| \| \| 2. \| Daniel Martínez \| EF Education First \| + 0" \| \| \| 3. \| Lawson Craddock \| EF Education First \| + 0" \| \| \| 4. \| Julian Alaphilippe \| Deceuninck-Quick Step \| + 2" \| \| \| 5. \| Egan Bernal \| Team Sky \| + 8" \| \| \| 6. \| Bob Jungels \| Deceuninck-Quick Step \| + 8" \| \| \| 7. \| Jhonatan Narváez \| Team Sky \| + 9" \| \| \| 8. \| Iván Sosa \| Team Sky \| + 10" \| \| \| 9. \| Chris Froome \| Team Sky \| + 10" \| \| \| 10. \| Sebastián Henao \| Team Sky \| + 10" \| \| |                    |                       |            |
| |                    |                       |            |
| Kilde: ProCyclingStats |                    |                       |            |
| Samlede stilling |                    |                       |            |
| Rytter | Rytter             | Hold                  | Tid        |
| 1. | Rigoberto Urán     | EF Education First    | 7t 19' 37" |
| 2. | Daniel Martínez    | EF Education First    | + 0"       |
| 3. | Lawson Craddock    | EF Education First    | + 0"       |
| 4. | Julian Alaphilippe | Deceuninck-Quick Step | + 2"       |
| 5. | Egan Bernal        | Team Sky              | + 8"       |
| 6. | Bob Jungels        | Deceuninck-Quick Step | + 8"       |
| 7. | Jhonatan Narváez   | Team Sky              | + 9"       |
| 8. | Iván Sosa          | Team Sky              | + 10"      |
| 9. | Chris Froome       | Team Sky              | + 10"      |
| 10. | Sebastián Henao    | Team Sky              | + 10"      |

### 4. etape
| \| Etaperesultat \| Etaperesultat \| Etaperesultat \| Etaperesultat \| Etaperesultat \| \| Rytter \| Rytter \| Hold \| Tid \| \| \| ------------- \| ------------------- \| --------------------------- \| ------------- \| ------------- \| \| 1. \| Bob Jungels \| Deceuninck-Quick Step \| 3t 04' 38" \| \| \| 2. \| Mihkel Räim \| Israel Cycling Academy \| + 2" \| \| \| 3. \| Julian Alaphilippe \| Deceuninck-Quick Step \| + 2" \| \| \| 4. \| David Villarreal \| Ecuador \| + 2" \| \| \| 5. \| Hideto Nakane \| Nippo-Vini Fantini-Faizanè \| + 2" \| \| \| 6. \| Diego Ochoa \| Manzana Postobón \| + 2" \| \| \| 7. \| Weimar Roldán \| Medellín \| + 2" \| \| \| 8. \| Edwin Ávila \| Israel Cycling Academy \| + 2" \| \| \| 9. \| Miguel Flórez López \| Androni Giocattoli-Sidermec \| + 2" \| \| \| 10. \| Daniel Muñoz \| Androni Giocattoli-Sidermec \| + 2" \| \| |                     |                             |            |
| |                     |                             |            |
| Kilde: ProCyclingStats |                     |                             |            |
| Etaperesultat |                     |                             |            |
| Rytter | Rytter              | Hold                        | Tid        |
| 1. | Bob Jungels         | Deceuninck-Quick Step       | 3t 04' 38" |
| 2. | Mihkel Räim         | Israel Cycling Academy      | + 2"       |
| 3. | Julian Alaphilippe  | Deceuninck-Quick Step       | + 2"       |
| 4. | David Villarreal    | Ecuador                     | + 2"       |
| 5. | Hideto Nakane       | Nippo-Vini Fantini-Faizanè  | + 2"       |
| 6. | Diego Ochoa         | Manzana Postobón            | + 2"       |
| 7. | Weimar Roldán       | Medellín                    | + 2"       |
| 8. | Edwin Ávila         | Israel Cycling Academy      | + 2"       |
| 9. | Miguel Flórez López | Androni Giocattoli-Sidermec | + 2"       |
| 10. | Daniel Muñoz        | Androni Giocattoli-Sidermec | + 2"       |

| \| Samlede stilling \| Samlede stilling \| Samlede stilling \| Samlede stilling \| Samlede stilling \| \| Rytter \| Rytter \| Hold \| Tid \| \| \| ---------------- \| ------------------ \| --------------------- \| ---------------- \| ---------------- \| \| 1. \| Bob Jungels \| Deceuninck-Quick Step \| 10t 24' 13" \| \| \| 2. \| Julian Alaphilippe \| Deceuninck-Quick Step \| + 2" \| \| \| 3. \| Rigoberto Urán \| EF Education First \| + 4" \| \| \| 4. \| Daniel Martínez \| EF Education First \| + 4" \| \| \| 5. \| Lawson Craddock \| EF Education First \| + 4" \| \| \| 6. \| Egan Bernal \| Team Sky \| + 12" \| \| \| 7. \| Jhonatan Narváez \| Team Sky \| + 13" \| \| \| 8. \| Iván Sosa \| Team Sky \| + 14" \| \| \| 9. \| Sebastián Henao \| Team Sky \| + 14" \| \| \| 10. \| Miguel Ángel López \| Astana \| + 18" \| \| |                    |                       |             |
| |                    |                       |             |
| Kilde: ProCyclingStats |                    |                       |             |
| Samlede stilling |                    |                       |             |
| Rytter | Rytter             | Hold                  | Tid         |
| 1. | Bob Jungels        | Deceuninck-Quick Step | 10t 24' 13" |
| 2. | Julian Alaphilippe | Deceuninck-Quick Step | + 2"        |
| 3. | Rigoberto Urán     | EF Education First    | + 4"        |
| 4. | Daniel Martínez    | EF Education First    | + 4"        |
| 5. | Lawson Craddock    | EF Education First    | + 4"        |
| 6. | Egan Bernal        | Team Sky              | + 12"       |
| 7. | Jhonatan Narváez   | Team Sky              | + 13"       |
| 8. | Iván Sosa          | Team Sky              | + 14"       |
| 9. | Sebastián Henao    | Team Sky              | + 14"       |
| 10. | Miguel Ángel López | Astana                | + 18"       |

### 5. etape
| \| Etaperesultat \| Etaperesultat \| Etaperesultat \| Etaperesultat \| Etaperesultat \| \| Rytter \| Rytter \| Hold \| Tid \| \| \| ------------- \| ------------------ \| -------------------------- \| ------------- \| ------------- \| \| 1. \| Julian Alaphilippe \| Deceuninck-Quick Step \| 4t 16' 44" \| \| \| 2. \| Miguel Ángel López \| Astana \| + 0" \| \| \| 3. \| Richard Carapaz \| Movistar Team \| + 0" \| \| \| 4. \| Daniel Martínez \| EF Education First \| + 0" \| \| \| 5. \| Iván Sosa \| Team Sky \| + 6" \| \| \| 6. \| Bob Jungels \| Deceuninck-Quick Step \| + 42" \| \| \| 7. \| Rigoberto Urán \| EF Education First \| + 42" \| \| \| 8. \| Alejandro Osorio \| Nippo-Vini Fantini-Faizanè \| + 42" \| \| \| 9. \| Nairo Quintana \| Movistar Team \| + 42" \| \| \| 10. \| Egan Bernal \| Team Sky \| + 42" \| \| |                    |                            |            |
| |                    |                            |            |
| Kilde: ProCyclingStats |                    |                            |            |
| Etaperesultat |                    |                            |            |
| Rytter | Rytter             | Hold                       | Tid        |
| 1. | Julian Alaphilippe | Deceuninck-Quick Step      | 4t 16' 44" |
| 2. | Miguel Ángel López | Astana                     | + 0"       |
| 3. | Richard Carapaz    | Movistar Team              | + 0"       |
| 4. | Daniel Martínez    | EF Education First         | + 0"       |
| 5. | Iván Sosa          | Team Sky                   | + 6"       |
| 6. | Bob Jungels        | Deceuninck-Quick Step      | + 42"      |
| 7. | Rigoberto Urán     | EF Education First         | + 42"      |
| 8. | Alejandro Osorio   | Nippo-Vini Fantini-Faizanè | + 42"      |
| 9. | Nairo Quintana     | Movistar Team              | + 42"      |
| 10. | Egan Bernal        | Team Sky                   | + 42"      |

| \| Samlede stilling \| Samlede stilling \| Samlede stilling \| Samlede stilling \| Samlede stilling \| \| Rytter \| Rytter \| Hold \| Tid \| \| \| ---------------- \| ------------------ \| --------------------- \| ---------------- \| ---------------- \| \| 1. \| Julian Alaphilippe \| Deceuninck-Quick Step \| 14t 40' 46" \| \| \| 2. \| Daniel Martínez \| EF Education First \| + 8" \| \| \| 3. \| Miguel Ángel López \| Astana \| + 23" \| \| \| 4. \| Iván Sosa \| Team Sky \| + 29" \| \| \| 5. \| Bob Jungels \| Deceuninck-Quick Step \| + 53" \| \| \| 6. \| Richard Carapaz \| Movistar Team \| + 55" \| \| \| 7. \| Rigoberto Urán \| EF Education First \| + 57" \| \| \| 8. \| Lawson Craddock \| EF Education First \| + 57" \| \| \| 9. \| Egan Bernal \| Team Sky \| + 1' 05" \| \| \| 10. \| Óscar Sevilla \| Medellín \| + 1' 27" \| \| |                    |                       |             |
| |                    |                       |             |
| Kilde: ProCyclingStats |                    |                       |             |
| Samlede stilling |                    |                       |             |
| Rytter | Rytter             | Hold                  | Tid         |
| 1. | Julian Alaphilippe | Deceuninck-Quick Step | 14t 40' 46" |
| 2. | Daniel Martínez    | EF Education First    | + 8"        |
| 3. | Miguel Ángel López | Astana                | + 23"       |
| 4. | Iván Sosa          | Team Sky              | + 29"       |
| 5. | Bob Jungels        | Deceuninck-Quick Step | + 53"       |
| 6. | Richard Carapaz    | Movistar Team         | + 55"       |
| 7. | Rigoberto Urán     | EF Education First    | + 57"       |
| 8. | Lawson Craddock    | EF Education First    | + 57"       |
| 9. | Egan Bernal        | Team Sky              | + 1' 05"    |
| 10. | Óscar Sevilla      | Medellín              | + 1' 27"    |

### 6. etape
| \| Etaperesultat \| Etaperesultat \| Etaperesultat \| Etaperesultat \| Etaperesultat \| \| Rytter \| Rytter \| Hold \| Tid \| \| \| ------------- \| ------------------ \| ------------------ \| ------------- \| ------------- \| \| 1. \| Nairo Quintana \| Movistar Team \| 3t 57' 19" \| \| \| 2. \| Iván Sosa \| Team Sky \| + 8" \| \| \| 3. \| Miguel Ángel López \| Astana \| + 8" \| \| \| 4. \| Egan Bernal \| Team Sky \| + 16" \| \| \| 5. \| Rigoberto Urán \| EF Education First \| + 1' 01" \| \| \| 6. \| Daniel Martínez \| EF Education First \| + 1' 01" \| \| \| 7. \| Jhojan García \| Manzana Postobón \| + 1' 27" \| \| \| 8. \| Didier Chaparro \| Orgullo Paisa \| + 1' 32" \| \| \| 9. \| Sergio Henao \| UAE Team Emirates \| + 1' 36" \| \| \| 10. \| Jhonatan Narváez \| Team Sky \| + 1' 40" \| \| |                    |                    |            |
| |                    |                    |            |
| Kilde: ProCyclingStats |                    |                    |            |
| Etaperesultat |                    |                    |            |
| Rytter | Rytter             | Hold               | Tid        |
| 1. | Nairo Quintana     | Movistar Team      | 3t 57' 19" |
| 2. | Iván Sosa          | Team Sky           | + 8"       |
| 3. | Miguel Ángel López | Astana             | + 8"       |
| 4. | Egan Bernal        | Team Sky           | + 16"      |
| 5. | Rigoberto Urán     | EF Education First | + 1' 01"   |
| 6. | Daniel Martínez    | EF Education First | + 1' 01"   |
| 7. | Jhojan García      | Manzana Postobón   | + 1' 27"   |
| 8. | Didier Chaparro    | Orgullo Paisa      | + 1' 32"   |
| 9. | Sergio Henao       | UAE Team Emirates  | + 1' 36"   |
| 10. | Jhonatan Narváez   | Team Sky           | + 1' 40"   |

## Resultater
| \| Samlede stilling \| Samlede stilling \| Samlede stilling \| Samlede stilling \| Samlede stilling \| \| Rytter \| Rytter \| Hold \| Tid \| \| \| ---------------- \| ------------------ \| -------------------------------- \| ---------------- \| ---------------- \| \| 1. \| Miguel Ángel López \| Astana \| 18t 38' 32" \| \| \| 2. \| Iván Sosa \| Team Sky \| + 4" \| \| \| 3. \| Daniel Martínez \| EF Education First \| + 42" \| \| \| 4. \| Egan Bernal \| Team Sky \| + 54" \| \| \| 5. \| Nairo Quintana \| Movistar Team \| + 1' 04" \| \| \| 6. \| Rigoberto Urán \| EF Education First \| + 1' 31" \| \| \| 7. \| Julian Alaphilippe \| Deceuninck-Quick Step \| + 1' 33" \| \| \| 8. \| Sergio Henao \| UAE Team Emirates \| + 2' 41" \| \| \| 9. \| Richard Carapaz \| Movistar Team \| + 2' 46" \| \| \| 10. \| Rodrigo Contreras \| Astana \| + 2' 47" \| \| \| 11. \| Alejandro Osorio \| Nippo-Vini Fantini-Faizanè \| + 3' 31" \| \| \| 12. \| Freddy Montaña \| EPM \| + 3' 31" \| \| \| 13. \| Winner Anacona \| Movistar Team \| + 3' 37" \| \| \| 14. \| Edward Beltrán \| Medellín \| + 3' 37" \| \| \| 15. \| Óscar Quiroz \| Coldeportes Bicicletas Strongman \| + 3' 40" \| \| |                    |                                  |             |
| |                    |                                  |             |
| Kilde: ProCyclingStats |                    |                                  |             |
| Samlede stilling |                    |                                  |             |
| Rytter | Rytter             | Hold                             | Tid         |
| 1. | Miguel Ángel López | Astana                           | 18t 38' 32" |
| 2. | Iván Sosa          | Team Sky                         | + 4"        |
| 3. | Daniel Martínez    | EF Education First               | + 42"       |
| 4. | Egan Bernal        | Team Sky                         | + 54"       |
| 5. | Nairo Quintana     | Movistar Team                    | + 1' 04"    |
| 6. | Rigoberto Urán     | EF Education First               | + 1' 31"    |
| 7. | Julian Alaphilippe | Deceuninck-Quick Step            | + 1' 33"    |
| 8. | Sergio Henao       | UAE Team Emirates                | + 2' 41"    |
| 9. | Richard Carapaz    | Movistar Team                    | + 2' 46"    |
| 10. | Rodrigo Contreras  | Astana                           | + 2' 47"    |
| 11. | Alejandro Osorio   | Nippo-Vini Fantini-Faizanè       | + 3' 31"    |
| 12. | Freddy Montaña     | EPM                              | + 3' 31"    |
| 13. | Winner Anacona     | Movistar Team                    | + 3' 37"    |
| 14. | Edward Beltrán     | Medellín                         | + 3' 37"    |
| 15. | Óscar Quiroz       | Coldeportes Bicicletas Strongman | + 3' 40"    |

| Samlede stilling | Samlede stilling   | Samlede stilling                 | Samlede stilling | Samlede stilling |
| Rytter           | Rytter             | Hold                             | Tid              |                  |
| ---------------- | ------------------ | -------------------------------- | ---------------- | ---------------- |
| 1.               | Miguel Ángel López | Astana                           | 18t 38' 32"      |                  |
| 2.               | Iván Sosa          | Team Sky                         | + 4"             |                  |
| 3.               | Daniel Martínez    | EF Education First               | + 42"            |                  |
| 4.               | Egan Bernal        | Team Sky                         | + 54"            |                  |
| 5.               | Nairo Quintana     | Movistar Team                    | + 1' 04"         |                  |
| 6.               | Rigoberto Urán     | EF Education First               | + 1' 31"         |                  |
| 7.               | Julian Alaphilippe | Deceuninck-Quick Step            | + 1' 33"         |                  |
| 8.               | Sergio Henao       | UAE Team Emirates                | + 2' 41"         |                  |
| 9.               | Richard Carapaz    | Movistar Team                    | + 2' 46"         |                  |
| 10.              | Rodrigo Contreras  | Astana                           | + 2' 47"         |                  |
| 11.              | Alejandro Osorio   | Nippo-Vini Fantini-Faizanè       | + 3' 31"         |                  |
| 12.              | Freddy Montaña     | EPM                              | + 3' 31"         |                  |
| 13.              | Winner Anacona     | Movistar Team                    | + 3' 37"         |                  |
| 14.              | Edward Beltrán     | Medellín                         | + 3' 37"         |                  |
| 15.              | Óscar Quiroz       | Coldeportes Bicicletas Strongman | + 3' 40"         |                  |

| Pointkonkurrence | Pointkonkurrence   | Pointkonkurrence      | Pointkonkurrence | Pointkonkurrence |
| Rytter           | Rytter             | Hold                  | Point            |                  |
| ---------------- | ------------------ | --------------------- | ---------------- | ---------------- |
| 1.               | Julian Alaphilippe | Deceuninck-Quick Step | 40 point         |                  |
| 2.               | Miguel Ángel López | Astana                | 38 point         |                  |
| 3.               | Sebastián Molano   | UAE Team Emirates     | 25 point         |                  |
| 4.               | Egan Bernal        | Team Sky              | 22 point         |                  |
| 5.               | Bob Jungels        | Deceuninck-Quick Step | 21 point         |                  |
| 6.               | Iván Sosa          | Team Sky              | 21 point         |                  |
| 7.               | Daniel Martínez    | EF Education First    | 21 point         |                  |
| 8.               | Diego Ochoa        | Manzana Postobón      | 19 point         |                  |
| 9.               | Nairo Quintana     | Movistar Team         | 18 point         |                  |
| 10.              | Álvaro Hodeg       | Deceuninck-Quick Step | 18 point         |                  |

| Pointkonkurrence | Pointkonkurrence   | Pointkonkurrence      | Pointkonkurrence | Pointkonkurrence |
| Rytter           | Rytter             | Hold                  | Point            |                  |
| ---------------- | ------------------ | --------------------- | ---------------- | ---------------- |
| 1.               | Julian Alaphilippe | Deceuninck-Quick Step | 40 point         |                  |
| 2.               | Miguel Ángel López | Astana                | 38 point         |                  |
| 3.               | Sebastián Molano   | UAE Team Emirates     | 25 point         |                  |
| 4.               | Egan Bernal        | Team Sky              | 22 point         |                  |
| 5.               | Bob Jungels        | Deceuninck-Quick Step | 21 point         |                  |
| 6.               | Iván Sosa          | Team Sky              | 21 point         |                  |
| 7.               | Daniel Martínez    | EF Education First    | 21 point         |                  |
| 8.               | Diego Ochoa        | Manzana Postobón      | 19 point         |                  |
| 9.               | Nairo Quintana     | Movistar Team         | 18 point         |                  |
| 10.              | Álvaro Hodeg       | Deceuninck-Quick Step | 18 point         |                  |

| Bjergkonkurrence | Bjergkonkurrence    | Bjergkonkurrence                 | Bjergkonkurrence | Bjergkonkurrence |
| Rytter           | Rytter              | Hold                             | Point            |                  |
| ---------------- | ------------------- | -------------------------------- | ---------------- | ---------------- |
| 1.               | Iván Sosa           | Team Sky                         | 13 point         |                  |
| 2.               | Miguel Ángel López  | Astana                           | 12 point         |                  |
| 3.               | Alexis Camacho      | Coldeportes-Zenú                 | 12 point         |                  |
| 4.               | Nairo Quintana      | Movistar Team                    | 10 point         |                  |
| 5.               | Daniel Martínez     | EF Education First               | 7 point          |                  |
| 6.               | Óscar Quiroz        | Coldeportes Bicicletas Strongman | 7 point          |                  |
| 7.               | William Muñoz       | Coldeportes Bicicletas Strongman | 6 point          |                  |
| 8.               | José Tito Hernández | Orgullo Paisa                    | 4 point          |                  |
| 9.               | Egan Bernal         | Team Sky                         | 4 point          |                  |
| 10.              | Fabio Duarte        | Medellín                         | 4 point          |                  |

| Bjergkonkurrence | Bjergkonkurrence    | Bjergkonkurrence                 | Bjergkonkurrence | Bjergkonkurrence |
| Rytter           | Rytter              | Hold                             | Point            |                  |
| ---------------- | ------------------- | -------------------------------- | ---------------- | ---------------- |
| 1.               | Iván Sosa           | Team Sky                         | 13 point         |                  |
| 2.               | Miguel Ángel López  | Astana                           | 12 point         |                  |
| 3.               | Alexis Camacho      | Coldeportes-Zenú                 | 12 point         |                  |
| 4.               | Nairo Quintana      | Movistar Team                    | 10 point         |                  |
| 5.               | Daniel Martínez     | EF Education First               | 7 point          |                  |
| 6.               | Óscar Quiroz        | Coldeportes Bicicletas Strongman | 7 point          |                  |
| 7.               | William Muñoz       | Coldeportes Bicicletas Strongman | 6 point          |                  |
| 8.               | José Tito Hernández | Orgullo Paisa                    | 4 point          |                  |
| 9.               | Egan Bernal         | Team Sky                         | 4 point          |                  |
| 10.              | Fabio Duarte        | Medellín                         | 4 point          |                  |

| Sprintkonkurrence | Sprintkonkurrence    | Sprintkonkurrence                | Sprintkonkurrence | Sprintkonkurrence |
| Rytter            | Rytter               | Hold                             | Point             |                   |
| ----------------- | -------------------- | -------------------------------- | ----------------- | ----------------- |
| 1.                | Óscar Sevilla        | Medellín                         | 10 point          |                   |
| 2.                | Miguel Ángel López   | Astana                           | 8 point           |                   |
| 3.                | Steven Cuesta        | Deprisa                          | 8 point           |                   |
| 4.                | Daniel Martínez      | EF Education First               | 7 point           |                   |
| 5.                | Edwin Ávila          | Israel Cycling Academy           | 6 point           |                   |
| 6.                | Marvin Angarita      | Coldeportes Bicicletas Strongman | 6 point           |                   |
| 7.                | Juan Arango          | Medellín                         | 6 point           |                   |
| 8.                | Miguel Ángel Rubiano | Coldeportes-Zenú                 | 4 point           |                   |
| 9.                | José Tito Hernández  | Orgullo Paisa                    | 4 point           |                   |
| 10.               | Julian Alaphilippe   | Deceuninck-Quick Step            | 3 point           |                   |

| Sprintkonkurrence | Sprintkonkurrence    | Sprintkonkurrence                | Sprintkonkurrence | Sprintkonkurrence |
| Rytter            | Rytter               | Hold                             | Point             |                   |
| ----------------- | -------------------- | -------------------------------- | ----------------- | ----------------- |
| 1.                | Óscar Sevilla        | Medellín                         | 10 point          |                   |
| 2.                | Miguel Ángel López   | Astana                           | 8 point           |                   |
| 3.                | Steven Cuesta        | Deprisa                          | 8 point           |                   |
| 4.                | Daniel Martínez      | EF Education First               | 7 point           |                   |
| 5.                | Edwin Ávila          | Israel Cycling Academy           | 6 point           |                   |
| 6.                | Marvin Angarita      | Coldeportes Bicicletas Strongman | 6 point           |                   |
| 7.                | Juan Arango          | Medellín                         | 6 point           |                   |
| 8.                | Miguel Ángel Rubiano | Coldeportes-Zenú                 | 4 point           |                   |
| 9.                | José Tito Hernández  | Orgullo Paisa                    | 4 point           |                   |
| 10.               | Julian Alaphilippe   | Deceuninck-Quick Step            | 3 point           |                   |

| Ungdomskonkurrence | Ungdomskonkurrence       | Ungdomskonkurrence               | Ungdomskonkurrence | Ungdomskonkurrence |
| Rytter             | Rytter                   | Hold                             | Tid                |                    |
| ------------------ | ------------------------ | -------------------------------- | ------------------ | ------------------ |
| 1.                 | Miguel Ángel López       | Astana                           | 18t 38' 32"        |                    |
| 2.                 | Iván Sosa                | Team Sky                         | + 4"               |                    |
| 3.                 | Daniel Martínez          | EF Education First               | + 42"              |                    |
| 4.                 | Egan Bernal              | Team Sky                         | + 54"              |                    |
| 5.                 | Rodrigo Contreras        | Astana                           | + 2' 47"           |                    |
| 6.                 | Alejandro Osorio         | Nippo-Vini Fantini-Faizanè       | + 3' 31"           |                    |
| 7.                 | Óscar Quiroz             | Coldeportes Bicicletas Strongman | + 3' 40"           |                    |
| 8.                 | Miguel Flórez López      | Androni Giocattoli-Sidermec      | + 4' 05"           |                    |
| 9.                 | Jefferson Alveiro Cepeda | Ecuador                          | + 4' 14"           |                    |
| 10.                | Harold Tejada            | Medellín                         | + 4' 44"           |                    |

| Ungdomskonkurrence | Ungdomskonkurrence       | Ungdomskonkurrence               | Ungdomskonkurrence | Ungdomskonkurrence |
| Rytter             | Rytter                   | Hold                             | Tid                |                    |
| ------------------ | ------------------------ | -------------------------------- | ------------------ | ------------------ |
| 1.                 | Miguel Ángel López       | Astana                           | 18t 38' 32"        |                    |
| 2.                 | Iván Sosa                | Team Sky                         | + 4"               |                    |
| 3.                 | Daniel Martínez          | EF Education First               | + 42"              |                    |
| 4.                 | Egan Bernal              | Team Sky                         | + 54"              |                    |
| 5.                 | Rodrigo Contreras        | Astana                           | + 2' 47"           |                    |
| 6.                 | Alejandro Osorio         | Nippo-Vini Fantini-Faizanè       | + 3' 31"           |                    |
| 7.                 | Óscar Quiroz             | Coldeportes Bicicletas Strongman | + 3' 40"           |                    |
| 8.                 | Miguel Flórez López      | Androni Giocattoli-Sidermec      | + 4' 05"           |                    |
| 9.                 | Jefferson Alveiro Cepeda | Ecuador                          | + 4' 14"           |                    |
| 10.                | Harold Tejada            | Medellín                         | + 4' 44"           |                    |

| Holdkonkurrence | Holdkonkurrence                  | Holdkonkurrence | Holdkonkurrence |
| Hold            | Hold                             | Tid             |                 |
| --------------- | -------------------------------- | --------------- | --------------- |
| 1.              | EF Education First               | 55t 31' 37"     |                 |
| 2.              | Movistar Team                    | + 2"            |                 |
| 3.              | Sky                              | + 2' 35"        |                 |
| 4.              | Medellín                         | + 5' 21"        |                 |
| 5.              | Coldeportes Bicicletas Strongman | + 5' 37"        |                 |
| 6.              | Astana                           | + 19' 31"       |                 |
| 7.              | Orgullo Paisa                    | + 24' 16"       |                 |
| 8.              | EPM-Scott                        | + 25' 06"       |                 |
| 9.              | Manzana Postobón                 | + 32' 47"       |                 |
| 10.             | Ecuador                          | + 42' 50"       |                 |

| Holdkonkurrence | Holdkonkurrence                  | Holdkonkurrence | Holdkonkurrence |
| Hold            | Hold                             | Tid             |                 |
| --------------- | -------------------------------- | --------------- | --------------- |
| 1.              | EF Education First               | 55t 31' 37"     |                 |
| 2.              | Movistar Team                    | + 2"            |                 |
| 3.              | Sky                              | + 2' 35"        |                 |
| 4.              | Medellín                         | + 5' 21"        |                 |
| 5.              | Coldeportes Bicicletas Strongman | + 5' 37"        |                 |
| 6.              | Astana                           | + 19' 31"       |                 |
| 7.              | Orgullo Paisa                    | + 24' 16"       |                 |
| 8.              | EPM-Scott                        | + 25' 06"       |                 |
| 9.              | Manzana Postobón                 | + 32' 47"       |                 |
| 10.             | Ecuador                          | + 42' 50"       |                 |

## Startliste
| Team Sky SKY | Team Sky SKY               | Team Sky SKY |
| ------------ | -------------------------- | ------------ |
| Nr.          | Rytter                     | Placering    |
| 1            | Egan Bernal (COL)          | 4.           |
| 2            | Jonathan Castroviejo (ESP) | 88.          |
| 3            | Chris Froome (GBR)         | 91.          |
| 4            | Sebastián Henao (COL)      | 35.          |
| 5            | Jhonatan Narváez (ECU)     | 29.          |
| 6            | Iván Sosa (COL)            | 2.           |

| Movistar Team MOV | Movistar Team MOV       | Movistar Team MOV |
| ----------------- | ----------------------- | ----------------- |
| Nr.               | Rytter                  | Placering         |
| 11                | Winner Anacona (COL)    | 13.               |
| 12                | Jorge Arcas (ESP)       | 74.               |
| 13                | Richard Carapaz (ECU)   | 9.                |
| 14                | Nairo Quintana (COL)    | 5.                |
| 15                | Eduardo Sepúlveda (ARG) | 101.              |
| 16                | Marc Soler (ESP)        | 39.               |

| EF Education First EF1 | EF Education First EF1 | EF Education First EF1 |
| ---------------------- | ---------------------- | ---------------------- |
| Nr.                    | Rytter                 | Placering              |
| 21                     | Nathan Brown (USA)     | 54.                    |
| 22                     | Lawson Craddock (USA)  | 16.                    |
| 23                     | Taylor Phinney (USA)   | 136.                   |
| 24                     | Alex Howes (USA)       | 100.                   |
| 25                     | Daniel Martínez (COL)  | 3.                     |
| 26                     | Rigoberto Urán (COL)   | 6.                     |

| Deceuninck-Quick Step DQT | Deceuninck-Quick Step DQT | Deceuninck-Quick Step DQT |
| ------------------------- | ------------------------- | ------------------------- |
| Nr.                       | Rytter                    | Placering                 |
| 31                        | Julian Alaphilippe (FRA)  | 7.                        |
| 32                        | Álvaro Hodeg (COL)        | 110.                      |
| 33                        | Bob Jungels (LUX)         | 28.                       |
| 34                        | Iljo Keisse (BEL)         | 122.                      |
| 35                        | Maximiliano Richeze (ARG) | 114.                      |
| 36                        | Petr Vakoč (CZE)          | 112.                      |

| Astana AST | Astana AST               | Astana AST |
| ---------- | ------------------------ | ---------- |
| Nr.        | Rytter                   | Placering  |
| 41         | Miguel Ángel López (COL) | 1.         |
| 42         | Hernando Bohórquez (COL) | 89.        |
| 43         | Rodrigo Contreras (COL)  | 10.        |
| 44         | Jan Hirt (CZE)           | 51.        |
| 45         | Nikita Stalnow (KAZ)     | 86.        |
| 46         | Davide Villella (ITA)    | 67.        |

| UAE Team Emirates UAD | UAE Team Emirates UAD       | UAE Team Emirates UAD |
| --------------------- | --------------------------- | --------------------- |
| Nr.                   | Rytter                      | Placering             |
| 51                    | Tom Bohli (SUI)             | 131.                  |
| 52                    | Fernando Gaviria (COL)      | DNS-3                 |
| 53                    | Sergio Henao (COL)          | 8.                    |
| 54                    | Sebastián Molano (COL)      | 94.                   |
| 55                    | Cristian Camilo Muñoz (COL) | 27.                   |
| 56                    | Oliviero Troia (ITA)        | 130.                  |

| Androni Giocattoli-Sidermec ANS | Androni Giocattoli-Sidermec ANS | Androni Giocattoli-Sidermec ANS |
| ------------------------------- | ------------------------------- | ------------------------------- |
| Nr.                             | Rytter                          | Placering                       |
| 61                              | Matteo Pelucchi (ITA)           | DNF-2                           |
| 62                              | Marco Benfatto (ITA)            | DNF-3                           |
| 63                              | Miguel Flórez López (COL)       | 17.                             |
| 64                              | Julián Cardona (COL)            | DNF-5                           |
| 65                              | Daniel Muñoz (COL)              | 40.                             |
| 66                              | Kevin Rivera (CRC)              | 82.                             |

| Bardiani CSF BRD | Bardiani CSF BRD        | Bardiani CSF BRD |
| ---------------- | ----------------------- | ---------------- |
| Nr.              | Rytter                  | Placering        |
| 71               | Enrico Barbin (ITA)     | 60.              |
| 72               | Michael Bresciani (ITA) | DNF-5            |
| 73               | Andrea Guardini (ITA)   | DNF-3            |
| 74               | Mirco Maestri (ITA)     | 77.              |
| 75               | Marco Maronese (ITA)    | 117.             |
| 76               | Paolo Simion (ITA)      | 111.             |

| Hagens Berman Axeon HBA | Hagens Berman Axeon HBA | Hagens Berman Axeon HBA |
| ----------------------- | ----------------------- | ----------------------- |
| Nr.                     | Rytter                  | Placering               |
| 81                      | João Almeida (POR)      | 118.                    |
| 82                      | Edward Anderson (USA)   | 90.                     |
| 83                      | Jonathan Brown (USA)    | DNF-5                   |
| 84                      | Cole Davis (USA)        | 116.                    |
| 85                      | Sean Quinn (USA)        | 81.                     |
| 86                      | Karel Vacek (CZE)       | DNF-5                   |

| Israel Cycling Academy ICA | Israel Cycling Academy ICA | Israel Cycling Academy ICA |
| -------------------------- | -------------------------- | -------------------------- |
| Nr.                        | Rytter                     | Placering                  |
| 91                         | Edwin Ávila (COL)          | 72.                        |
| 92                         | Matteo Badilatti (SUI)     | 87.                        |
| 93                         | Clément Carisey (FRA)      | 113.                       |
| 94                         | Roy Goldstein (ISR)        | DNF-5                      |
| 95                         | Mihkel Räim (EST)          | DNF-5                      |
| 96                         | Daniel Turek (CZE)         | 78.                        |

| Neri Sottoli-Selle Italia-KTM NSK | Neri Sottoli-Selle Italia-KTM NSK | Neri Sottoli-Selle Italia-KTM NSK |
| --------------------------------- | --------------------------------- | --------------------------------- |
| Nr.                               | Rytter                            | Placering                         |
| 101                               | Dayer Quintana (COL)              | 24.                               |
| 102                               | Liam Bertazzo (ITA)               | DNF-2                             |
| 103                               | Sebastian Schönberger (AUT)       | 59.                               |
| 104                               | Etienne van Empel (NED)           | 107.                              |
| 105                               | Luca Pacioni (ITA)                | 119.                              |
| 106                               | Lorenzo Fortunato (ITA)           | 108.                              |

| Nippo-Vini Fantini-Faizanè NIP | Nippo-Vini Fantini-Faizanè NIP | Nippo-Vini Fantini-Faizanè NIP |
| ------------------------------ | ------------------------------ | ------------------------------ |
| Nr.                            | Rytter                         | Placering                      |
| 111                            | Rubén Acosta (COL)             | 76.                            |
| 112                            | Masakazu Ito (JPN)             | 95.                            |
| 113                            | Imerio Cima (ITA)              | 123.                           |
| 114                            | Hideto Nakane (JPN)            | DNF-5                          |
| 115                            | Alejandro Osorio (COL)         | 11.                            |
| 116                            | Ivan Santaromita (ITA)         | DNS-6                          |

| Manzana Postobón MZN | Manzana Postobón MZN     | Manzana Postobón MZN |
| -------------------- | ------------------------ | -------------------- |
| Nr.                  | Rytter                   | Placering            |
| 121                  | Jhojan García (COL)      | 36.                  |
| 122                  | Aldemar Reyes (COL)      | 34.                  |
| 123                  | Daniel Jaramillo (COL)   | 71.                  |
| 124                  | Diego Ochoa (COL)        | 33.                  |
| 125                  | Wilmar Paredes (COL)     | 102.                 |
| 126                  | Juan Felipe Osorio (COL) | 66.                  |

| IAM Excelsior IAM | IAM Excelsior IAM       | IAM Excelsior IAM |
| ----------------- | ----------------------- | ----------------- |
| Nr.               | Rytter                  | Placering         |
| 131               | Simon Pellaud (SUI)     | 58.               |
| 132               | Dylan Page (SUI)        | DNF-5             |
| 133               | Anthony Rappo (SUI)     | 63.               |
| 134               | Antoine Debons (SUI)    | 121.              |
| 135               | Joab Schneiter (SUI)    | 56.               |
| 136               | Samuele Zoccarato (ITA) | 99.               |

| Efapel EFP | Efapel EFP                    | Efapel EFP |
| ---------- | ----------------------------- | ---------- |
| Nr.        | Rytter                        | Placering  |
| 141        | Sérgio Paulinho (POR)         | DNF-3      |
| 142        | Joni Brandão (POR)            | DNF-5      |
| 143        | Rafael Silva (POR)            | 125.       |
| 144        | Bruno Silva (POR)             | DNF-5      |
| 145        | Marcos Jurado Rodríguez (ESP) | 80.        |
| 146        | Fabricio Ferrari (URU)        | 127.       |

| Medellín MED | Medellín MED         | Medellín MED |
| ------------ | -------------------- | ------------ |
| Nr.          | Rytter               | Placering    |
| 151          | Óscar Sevilla (ESP)  | 19.          |
| 152          | Walter Vargas (COL)  | 115.         |
| 153          | Weimar Roldán (COL)  | 93.          |
| 154          | Fabio Duarte (COL)   | 46.          |
| 155          | Edward Beltrán (COL) | 14.          |
| 156          | Harold Tejada (COL)  | 20.          |

| Aevolo AEV | Aevolo AEV            | Aevolo AEV |
| ---------- | --------------------- | ---------- |
| Nr.        | Rytter                | Placering  |
| 161        | Alex Hoehn (USA)      | 41.        |
| 162        | Luis Villalobos (MEX) | DNF-3      |
| 163        | Fernando Islas (MEX)  | DNF-5      |
| 164        | Gabriel Rojas (CRC)   | 128.       |
| 165        | Cade Bickmore (USA)   | DNF-5      |
| 166        | Riley Sheehan (USA)   | DNF-5      |

| EPM | EPM                   | EPM       |
| --- | --------------------- | --------- |
| Nr. | Rytter                | Placering |
| 171 | Alexander Gil (COL)   | 22.       |
| 172 | Janier Acevedo (COL)  | 62.       |
| 173 | Freddy Montaña (COL)  | 12.       |
| 174 | Edwin Carvajal (COL)  | 49.       |
| 175 | Jaime Castañeda (COL) | 97.       |
| 176 | Jairo Salas (COL)     | 64.       |

| Coldeportes Bicicletas Strongman BSM | Coldeportes Bicicletas Strongman BSM | Coldeportes Bicicletas Strongman BSM |
| ------------------------------------ | ------------------------------------ | ------------------------------------ |
| Nr.                                  | Rytter                               | Placering                            |
| 181                                  | Aristóbulo Cala (COL)                | 104.                                 |
| 182                                  | Óscar Quiroz (COL)                   | 15.                                  |
| 183                                  | Brayan Hernández (COL)               | 25.                                  |
| 184                                  | Jonathan Cañaveral (COL)             | 26.                                  |
| 185                                  | William Muñoz (COL)                  | 103.                                 |
| 186                                  | Eduardo Estrada (COL)                | 129.                                 |

| GW Shimano GWS | GW Shimano GWS            | GW Shimano GWS |
| -------------- | ------------------------- | -------------- |
| Nr.            | Rytter                    | Placering      |
| 191            | Juan Pablo Suárez (COL)   | 31.            |
| 192            | José Serpa (COL)          | 75.            |
| 193            | Luis Felipe Laverde (COL) | 68.            |
| 194            | Heiner Parra (COL)        | 50.            |
| 195            | Carlos Alzate (COL)       | 126.           |
| 196            | Nicolás Castro (COL)      | 106.           |

| Orgullo Paisa EOP | Orgullo Paisa EOP         | Orgullo Paisa EOP |
| ----------------- | ------------------------- | ----------------- |
| Nr.               | Rytter                    | Placering         |
| 201               | Danny Osorio (COL)        | 23.               |
| 202               | José Tito Hernández (COL) | 85.               |
| 203               | Rafael Montiel (COL)      | 57.               |
| 204               | Edison Muñoz (COL)        | 53.               |
| 205               | Brayan Sánchez (COL)      | 61.               |
| 206               | Didier Chaparro (COL)     | 21.               |

| Coldeportes-Zenú ECZ | Coldeportes-Zenú ECZ       | Coldeportes-Zenú ECZ |
| -------------------- | -------------------------- | -------------------- |
| Nr.                  | Rytter                     | Placering            |
| 211                  | Alex Cano (COL)            | 73.                  |
| 212                  | Miguel Ángel Rubiano (COL) | 43.                  |
| 213                  | Alexis Camacho (COL)       | 30.                  |
| 214                  | Germán Chávez (COL)        | 44.                  |
| 215                  | Brayan Ramírez (COL)       | 69.                  |
| 216                  | Juan Diego Alba (COL)      | 92.                  |

| Illuminate ILU | Illuminate ILU           | Illuminate ILU |
| -------------- | ------------------------ | -------------- |
| Nr.            | Rytter                   | Placering      |
| 221            | Rodolfo Torres (COL)     | 70.            |
| 222            | Félix Barón (COL)        | DNS-6          |
| 223            | Camilo Castiblanco (COL) | 37.            |
| 224            | Steven Kalf (EST)        | DNF-5          |
| 225            | Martin Laas (EST)        | DNF-5          |
| 226            | Cameron Piper (USA)      | 105.           |

| BetPlay Cycling Team BET | BetPlay Cycling Team BET     | BetPlay Cycling Team BET |
| ------------------------ | ---------------------------- | ------------------------ |
| Nr.                      | Rytter                       | Placering                |
| 231                      | Norberto Wilches (COL)       | 109.                     |
| 232                      | Diego Ruiz (COL)             | 79.                      |
| 233                      | Didier Sastoque (COL)        | 84.                      |
| 234                      | Nicolás García Alvarez (COL) | HD-5                     |
| 235                      | Elkin Palmar (COL)           | 124.                     |
| 236                      | Cristián Torres (COL)        | 134.                     |

| Deprisa DPA | Deprisa DPA            | Deprisa DPA |
| ----------- | ---------------------- | ----------- |
| Nr.         | Rytter                 | Placering   |
| 241         | Sebastián Caro (COL)   | 52.         |
| 242         | Jahir Pérez (COL)      | 42.         |
| 243         | Heimarhanz Ariza (COL) | DNF-5       |
| 244         | Steven Cuesta (COL)    | 135.        |
| 245         | Albeiro Rabón (COL)    | 132.        |
| 246         | Bacilio Ramos (BOL)    | DNF-3       |

| Colombia COL | Colombia COL           | Colombia COL |
| ------------ | ---------------------- | ------------ |
| Nr.          | Rytter                 | Placering    |
| 251          | Einer Rubio            | 65.          |
| 252          | Juan Arango            | 48.          |
| 253          | Marvin Angarita        | 120.         |
| 254          | Javier Ignacio Montoya | 45.          |
| 255          | Álvaro Duarte Sandoval | 32.          |
| 256          | Sebastián Castaño      | 47.          |

| Italien ITA | Italien ITA         | Italien ITA |
| ----------- | ------------------- | ----------- |
| Nr.         | Rytter              | Placering   |
| 261         | Francesco Lamon     | DNF-5       |
| 262         | Michele Scartezzini | DNF-5       |
| 263         | Davide Plebani      | DNF-3       |
| 264         | Attilio Viviani     | DQ-5        |
| 265         | Dario Puccioni      | 83.         |
| 266         | Davide Baldaccini   | 133.        |

| Ecuador ECU | Ecuador ECU              | Ecuador ECU |
| ----------- | ------------------------ | ----------- |
| Nr.         | Rytter                   | Placering   |
| 271         | Byron Guamá              | 38.         |
| 272         | Jefferson Alveiro Cepeda | 18.         |
| 273         | Cristian Pita            | 98.         |
| 274         | Jorge Luis Montenegro    | 96.         |
| 275         | David Villarreal         | 55.         |
| 276         | Carlos Quishpe           | DNF-5       |

| Team Sky SKY | Team Sky SKY               | Team Sky SKY |
| ------------ | -------------------------- | ------------ |
| Nr.          | Rytter                     | Placering    |
| 1            | Egan Bernal (COL)          | 4.           |
| 2            | Jonathan Castroviejo (ESP) | 88.          |
| 3            | Chris Froome (GBR)         | 91.          |
| 4            | Sebastián Henao (COL)      | 35.          |
| 5            | Jhonatan Narváez (ECU)     | 29.          |
| 6            | Iván Sosa (COL)            | 2.           |

| Movistar Team MOV | Movistar Team MOV       | Movistar Team MOV |
| ----------------- | ----------------------- | ----------------- |
| Nr.               | Rytter                  | Placering         |
| 11                | Winner Anacona (COL)    | 13.               |
| 12                | Jorge Arcas (ESP)       | 74.               |
| 13                | Richard Carapaz (ECU)   | 9.                |
| 14                | Nairo Quintana (COL)    | 5.                |
| 15                | Eduardo Sepúlveda (ARG) | 101.              |
| 16                | Marc Soler (ESP)        | 39.               |

| EF Education First EF1 | EF Education First EF1 | EF Education First EF1 |
| ---------------------- | ---------------------- | ---------------------- |
| Nr.                    | Rytter                 | Placering              |
| 21                     | Nathan Brown (USA)     | 54.                    |
| 22                     | Lawson Craddock (USA)  | 16.                    |
| 23                     | Taylor Phinney (USA)   | 136.                   |
| 24                     | Alex Howes (USA)       | 100.                   |
| 25                     | Daniel Martínez (COL)  | 3.                     |
| 26                     | Rigoberto Urán (COL)   | 6.                     |

| Deceuninck-Quick Step DQT | Deceuninck-Quick Step DQT | Deceuninck-Quick Step DQT |
| ------------------------- | ------------------------- | ------------------------- |
| Nr.                       | Rytter                    | Placering                 |
| 31                        | Julian Alaphilippe (FRA)  | 7.                        |
| 32                        | Álvaro Hodeg (COL)        | 110.                      |
| 33                        | Bob Jungels (LUX)         | 28.                       |
| 34                        | Iljo Keisse (BEL)         | 122.                      |
| 35                        | Maximiliano Richeze (ARG) | 114.                      |
| 36                        | Petr Vakoč (CZE)          | 112.                      |

| Astana AST | Astana AST               | Astana AST |
| ---------- | ------------------------ | ---------- |
| Nr.        | Rytter                   | Placering  |
| 41         | Miguel Ángel López (COL) | 1.         |
| 42         | Hernando Bohórquez (COL) | 89.        |
| 43         | Rodrigo Contreras (COL)  | 10.        |
| 44         | Jan Hirt (CZE)           | 51.        |
| 45         | Nikita Stalnow (KAZ)     | 86.        |
| 46         | Davide Villella (ITA)    | 67.        |

| UAE Team Emirates UAD | UAE Team Emirates UAD       | UAE Team Emirates UAD |
| --------------------- | --------------------------- | --------------------- |
| Nr.                   | Rytter                      | Placering             |
| 51                    | Tom Bohli (SUI)             | 131.                  |
| 52                    | Fernando Gaviria (COL)      | DNS-3                 |
| 53                    | Sergio Henao (COL)          | 8.                    |
| 54                    | Sebastián Molano (COL)      | 94.                   |
| 55                    | Cristian Camilo Muñoz (COL) | 27.                   |
| 56                    | Oliviero Troia (ITA)        | 130.                  |

| Androni Giocattoli-Sidermec ANS | Androni Giocattoli-Sidermec ANS | Androni Giocattoli-Sidermec ANS |
| ------------------------------- | ------------------------------- | ------------------------------- |
| Nr.                             | Rytter                          | Placering                       |
| 61                              | Matteo Pelucchi (ITA)           | DNF-2                           |
| 62                              | Marco Benfatto (ITA)            | DNF-3                           |
| 63                              | Miguel Flórez López (COL)       | 17.                             |
| 64                              | Julián Cardona (COL)            | DNF-5                           |
| 65                              | Daniel Muñoz (COL)              | 40.                             |
| 66                              | Kevin Rivera (CRC)              | 82.                             |

| Bardiani CSF BRD | Bardiani CSF BRD        | Bardiani CSF BRD |
| ---------------- | ----------------------- | ---------------- |
| Nr.              | Rytter                  | Placering        |
| 71               | Enrico Barbin (ITA)     | 60.              |
| 72               | Michael Bresciani (ITA) | DNF-5            |
| 73               | Andrea Guardini (ITA)   | DNF-3            |
| 74               | Mirco Maestri (ITA)     | 77.              |
| 75               | Marco Maronese (ITA)    | 117.             |
| 76               | Paolo Simion (ITA)      | 111.             |

| Hagens Berman Axeon HBA | Hagens Berman Axeon HBA | Hagens Berman Axeon HBA |
| ----------------------- | ----------------------- | ----------------------- |
| Nr.                     | Rytter                  | Placering               |
| 81                      | João Almeida (POR)      | 118.                    |
| 82                      | Edward Anderson (USA)   | 90.                     |
| 83                      | Jonathan Brown (USA)    | DNF-5                   |
| 84                      | Cole Davis (USA)        | 116.                    |
| 85                      | Sean Quinn (USA)        | 81.                     |
| 86                      | Karel Vacek (CZE)       | DNF-5                   |

| Israel Cycling Academy ICA | Israel Cycling Academy ICA | Israel Cycling Academy ICA |
| -------------------------- | -------------------------- | -------------------------- |
| Nr.                        | Rytter                     | Placering                  |
| 91                         | Edwin Ávila (COL)          | 72.                        |
| 92                         | Matteo Badilatti (SUI)     | 87.                        |
| 93                         | Clément Carisey (FRA)      | 113.                       |
| 94                         | Roy Goldstein (ISR)        | DNF-5                      |
| 95                         | Mihkel Räim (EST)          | DNF-5                      |
| 96                         | Daniel Turek (CZE)         | 78.                        |

| Neri Sottoli-Selle Italia-KTM NSK | Neri Sottoli-Selle Italia-KTM NSK | Neri Sottoli-Selle Italia-KTM NSK |
| --------------------------------- | --------------------------------- | --------------------------------- |
| Nr.                               | Rytter                            | Placering                         |
| 101                               | Dayer Quintana (COL)              | 24.                               |
| 102                               | Liam Bertazzo (ITA)               | DNF-2                             |
| 103                               | Sebastian Schönberger (AUT)       | 59.                               |
| 104                               | Etienne van Empel (NED)           | 107.                              |
| 105                               | Luca Pacioni (ITA)                | 119.                              |
| 106                               | Lorenzo Fortunato (ITA)           | 108.                              |

| Nippo-Vini Fantini-Faizanè NIP | Nippo-Vini Fantini-Faizanè NIP | Nippo-Vini Fantini-Faizanè NIP |
| ------------------------------ | ------------------------------ | ------------------------------ |
| Nr.                            | Rytter                         | Placering                      |
| 111                            | Rubén Acosta (COL)             | 76.                            |
| 112                            | Masakazu Ito (JPN)             | 95.                            |
| 113                            | Imerio Cima (ITA)              | 123.                           |
| 114                            | Hideto Nakane (JPN)            | DNF-5                          |
| 115                            | Alejandro Osorio (COL)         | 11.                            |
| 116                            | Ivan Santaromita (ITA)         | DNS-6                          |

| Manzana Postobón MZN | Manzana Postobón MZN     | Manzana Postobón MZN |
| -------------------- | ------------------------ | -------------------- |
| Nr.                  | Rytter                   | Placering            |
| 121                  | Jhojan García (COL)      | 36.                  |
| 122                  | Aldemar Reyes (COL)      | 34.                  |
| 123                  | Daniel Jaramillo (COL)   | 71.                  |
| 124                  | Diego Ochoa (COL)        | 33.                  |
| 125                  | Wilmar Paredes (COL)     | 102.                 |
| 126                  | Juan Felipe Osorio (COL) | 66.                  |

| IAM Excelsior IAM | IAM Excelsior IAM       | IAM Excelsior IAM |
| ----------------- | ----------------------- | ----------------- |
| Nr.               | Rytter                  | Placering         |
| 131               | Simon Pellaud (SUI)     | 58.               |
| 132               | Dylan Page (SUI)        | DNF-5             |
| 133               | Anthony Rappo (SUI)     | 63.               |
| 134               | Antoine Debons (SUI)    | 121.              |
| 135               | Joab Schneiter (SUI)    | 56.               |
| 136               | Samuele Zoccarato (ITA) | 99.               |

| Efapel EFP | Efapel EFP                    | Efapel EFP |
| ---------- | ----------------------------- | ---------- |
| Nr.        | Rytter                        | Placering  |
| 141        | Sérgio Paulinho (POR)         | DNF-3      |
| 142        | Joni Brandão (POR)            | DNF-5      |
| 143        | Rafael Silva (POR)            | 125.       |
| 144        | Bruno Silva (POR)             | DNF-5      |
| 145        | Marcos Jurado Rodríguez (ESP) | 80.        |
| 146        | Fabricio Ferrari (URU)        | 127.       |

| Medellín MED | Medellín MED         | Medellín MED |
| ------------ | -------------------- | ------------ |
| Nr.          | Rytter               | Placering    |
| 151          | Óscar Sevilla (ESP)  | 19.          |
| 152          | Walter Vargas (COL)  | 115.         |
| 153          | Weimar Roldán (COL)  | 93.          |
| 154          | Fabio Duarte (COL)   | 46.          |
| 155          | Edward Beltrán (COL) | 14.          |
| 156          | Harold Tejada (COL)  | 20.          |

| Aevolo AEV | Aevolo AEV            | Aevolo AEV |
| ---------- | --------------------- | ---------- |
| Nr.        | Rytter                | Placering  |
| 161        | Alex Hoehn (USA)      | 41.        |
| 162        | Luis Villalobos (MEX) | DNF-3      |
| 163        | Fernando Islas (MEX)  | DNF-5      |
| 164        | Gabriel Rojas (CRC)   | 128.       |
| 165        | Cade Bickmore (USA)   | DNF-5      |
| 166        | Riley Sheehan (USA)   | DNF-5      |

| EPM | EPM                   | EPM       |
| --- | --------------------- | --------- |
| Nr. | Rytter                | Placering |
| 171 | Alexander Gil (COL)   | 22.       |
| 172 | Janier Acevedo (COL)  | 62.       |
| 173 | Freddy Montaña (COL)  | 12.       |
| 174 | Edwin Carvajal (COL)  | 49.       |
| 175 | Jaime Castañeda (COL) | 97.       |
| 176 | Jairo Salas (COL)     | 64.       |

| Coldeportes Bicicletas Strongman BSM | Coldeportes Bicicletas Strongman BSM | Coldeportes Bicicletas Strongman BSM |
| ------------------------------------ | ------------------------------------ | ------------------------------------ |
| Nr.                                  | Rytter                               | Placering                            |
| 181                                  | Aristóbulo Cala (COL)                | 104.                                 |
| 182                                  | Óscar Quiroz (COL)                   | 15.                                  |
| 183                                  | Brayan Hernández (COL)               | 25.                                  |
| 184                                  | Jonathan Cañaveral (COL)             | 26.                                  |
| 185                                  | William Muñoz (COL)                  | 103.                                 |
| 186                                  | Eduardo Estrada (COL)                | 129.                                 |

| GW Shimano GWS | GW Shimano GWS            | GW Shimano GWS |
| -------------- | ------------------------- | -------------- |
| Nr.            | Rytter                    | Placering      |
| 191            | Juan Pablo Suárez (COL)   | 31.            |
| 192            | José Serpa (COL)          | 75.            |
| 193            | Luis Felipe Laverde (COL) | 68.            |
| 194            | Heiner Parra (COL)        | 50.            |
| 195            | Carlos Alzate (COL)       | 126.           |
| 196            | Nicolás Castro (COL)      | 106.           |

| Orgullo Paisa EOP | Orgullo Paisa EOP         | Orgullo Paisa EOP |
| ----------------- | ------------------------- | ----------------- |
| Nr.               | Rytter                    | Placering         |
| 201               | Danny Osorio (COL)        | 23.               |
| 202               | José Tito Hernández (COL) | 85.               |
| 203               | Rafael Montiel (COL)      | 57.               |
| 204               | Edison Muñoz (COL)        | 53.               |
| 205               | Brayan Sánchez (COL)      | 61.               |
| 206               | Didier Chaparro (COL)     | 21.               |

| Coldeportes-Zenú ECZ | Coldeportes-Zenú ECZ       | Coldeportes-Zenú ECZ |
| -------------------- | -------------------------- | -------------------- |
| Nr.                  | Rytter                     | Placering            |
| 211                  | Alex Cano (COL)            | 73.                  |
| 212                  | Miguel Ángel Rubiano (COL) | 43.                  |
| 213                  | Alexis Camacho (COL)       | 30.                  |
| 214                  | Germán Chávez (COL)        | 44.                  |
| 215                  | Brayan Ramírez (COL)       | 69.                  |
| 216                  | Juan Diego Alba (COL)      | 92.                  |

| Illuminate ILU | Illuminate ILU           | Illuminate ILU |
| -------------- | ------------------------ | -------------- |
| Nr.            | Rytter                   | Placering      |
| 221            | Rodolfo Torres (COL)     | 70.            |
| 222            | Félix Barón (COL)        | DNS-6          |
| 223            | Camilo Castiblanco (COL) | 37.            |
| 224            | Steven Kalf (EST)        | DNF-5          |
| 225            | Martin Laas (EST)        | DNF-5          |
| 226            | Cameron Piper (USA)      | 105.           |

| BetPlay Cycling Team BET | BetPlay Cycling Team BET     | BetPlay Cycling Team BET |
| ------------------------ | ---------------------------- | ------------------------ |
| Nr.                      | Rytter                       | Placering                |
| 231                      | Norberto Wilches (COL)       | 109.                     |
| 232                      | Diego Ruiz (COL)             | 79.                      |
| 233                      | Didier Sastoque (COL)        | 84.                      |
| 234                      | Nicolás García Alvarez (COL) | HD-5                     |
| 235                      | Elkin Palmar (COL)           | 124.                     |
| 236                      | Cristián Torres (COL)        | 134.                     |

| Deprisa DPA | Deprisa DPA            | Deprisa DPA |
| ----------- | ---------------------- | ----------- |
| Nr.         | Rytter                 | Placering   |
| 241         | Sebastián Caro (COL)   | 52.         |
| 242         | Jahir Pérez (COL)      | 42.         |
| 243         | Heimarhanz Ariza (COL) | DNF-5       |
| 244         | Steven Cuesta (COL)    | 135.        |
| 245         | Albeiro Rabón (COL)    | 132.        |
| 246         | Bacilio Ramos (BOL)    | DNF-3       |

| Colombia COL | Colombia COL           | Colombia COL |
| ------------ | ---------------------- | ------------ |
| Nr.          | Rytter                 | Placering    |
| 251          | Einer Rubio            | 65.          |
| 252          | Juan Arango            | 48.          |
| 253          | Marvin Angarita        | 120.         |
| 254          | Javier Ignacio Montoya | 45.          |
| 255          | Álvaro Duarte Sandoval | 32.          |
| 256          | Sebastián Castaño      | 47.          |

| Italien ITA | Italien ITA         | Italien ITA |
| ----------- | ------------------- | ----------- |
| Nr.         | Rytter              | Placering   |
| 261         | Francesco Lamon     | DNF-5       |
| 262         | Michele Scartezzini | DNF-5       |
| 263         | Davide Plebani      | DNF-3       |
| 264         | Attilio Viviani     | DQ-5        |
| 265         | Dario Puccioni      | 83.         |
| 266         | Davide Baldaccini   | 133.        |

| Ecuador ECU | Ecuador ECU              | Ecuador ECU |
| ----------- | ------------------------ | ----------- |
| Nr.         | Rytter                   | Placering   |
| 271         | Byron Guamá              | 38.         |
| 272         | Jefferson Alveiro Cepeda | 18.         |
| 273         | Cristian Pita            | 98.         |
| 274         | Jorge Luis Montenegro    | 96.         |
| 275         | David Villarreal         | 55.         |
| 276         | Carlos Quishpe           | DNF-5       |